# Río Segundo (departement)
Río Segundo is een departement in de Argentijnse provincie Córdoba. Het departement (Spaans: departamento) heeft een oppervlakte van 4.970 km² en telt 95.803 inwoners.

## Geboren
- Julían Álvarez (31 januari 2000), voetballer

## Plaatsen in departement Río Segundo
- Calchín
- Calchín Oeste
- Capilla del Carmen
- Carrilobo
- Colazo
- Colonia Videla
- Costa Sacate
- Impira
- Laguna Larga
- Las Junturas
- Los Chañaritos (Río Segundo)
- Luque
- Manfredi (Córdoba)
- Matorrales
- Oncativo
- Pilar
- Pozo del Molle
- Rincón (Córdoba)
- Río Segundo
- Santiago Temple
- Villa del Rosario